# Clare Peploe
Clare Peploe (Dar es Salaam, 20 ottobre 1941 – Roma, 23 giugno 2021) è stata una sceneggiatrice e regista britannica naturalizzata italiana.

## Biografia
Nata in Tanzania, allora colonia britannica, ma cresciuta in Inghilterra e in Italia, Clare Peploe iniziò a sviluppare già da giovane un interesse per il cinema e l'arte, studiando poi alla Sorbona di Parigi e all'Università degli Studi di Perugia. Debuttò alla regia dirigendo il cortometraggio Couples and Robbers, candidato poi all'Oscar per il miglior cortometraggio. Il suo terzo lungometraggio Il trionfo dell'amore fu presentato in concorso alla 58ª Mostra del cinema di Venezia.

## Vita privata
Sorella dello sceneggiatore Mark Peploe, Clare sposò nel 1979 il regista Bernardo Bertolucci, con il quale collaborò più volte. I due sono rimasti insieme fino alla di lui morte nel 2018. Lei morì invece il 23 giugno 2021 all'età di 79 anni.

## Filmografia

### Sceneggiatrice
- Zabriskie Point, regia di Michelangelo Antonioni (1970)
- La luna, regia di Bernardo Bertolucci (1979)
- Couples and Robbers, cortometraggio, regia di Clare Peploe (1981)
- Alta stagione (High Season), regia di Clare Peploe (1987)
- Miss Magic (Rough Magic), regia di Clare Peploe (1995)
- L'assedio, regia di Bernardo Bertolucci (1998)
- Il trionfo dell'amore (The Triumph of Love), regia di Clare Peploe (2001)
- Welcome to the Basement - serie TV, 1 episodio (2017)

### Regista
- Couples and Robbers - cortometraggio (1981)
- Alta stagione (High Season, 1987)
- Chillers - serie TV, 1 episodio (1990)
- Miss Magic (Rough Magic, 1995)
- Il trionfo dell'amore (The Triumph of Love, 2001)